# Silvia Carraro
Silvia Carraro (Verona, 14 aprile 1988) è un'ex calciatrice italiana, di ruolo centrocampista.

## Carriera

### Club
Silvia Carraro nasce a Verona e cresce con la famiglia a Tregnago, si appassiona al calcio fin da piccola, cominciando quasi per caso accompagnando ad un allenamento gli amici maschi all'Ajace Calcio, società con cui rimane dagli 8 ai 12 anni giocando nelle formazioni giovanili miste.
Nel 2001 coglie l'occasione offertale dal Foroni per giocare in una formazione interamente femminile, inizialmente inserita in rosa con le giovanili ma debuttando ben presto in Coppa Italia con la squadra titolare dove agli ottavi di finale della stagione 2002-2003 di Coppa, nella sua partita d'esordio con il Torino è tra le marcatrici dell'incontro. Dalla stagione 2003-2004 è inserita stabilmente in rosa con la prima squadra La squadra, dal 2002 iscritta come Foroni Verona, si rivela protagonista del campionato, con Carraro che condivide la conquista di quasi tutti i trofei della società, due Scudetti, 2002-2003, 2003-2004, una Coppa Italia, 2001-2002 e la sola Supercoppa 2003. Grazie ai risultati ottenuti dalla squadra il Foroni Verona accede alla UEFA Women's Cup 2003-2004; Carraro è aggregata alla squadra che si gioca l'accesso ai quarti di finale in Russia, a Voronež, dove termina a pari punti con le padrone di casa dell'Ėnergija Voronež ma è costretta a cedere alle russe il passaggio de turno per migliore differenza reti. Nell'estate 2004, nonostante il successo in campionato, la società decide di comunicare la propria inattività alla federazione non iscrivendosi al campionato successivo, di conseguenza svincola tutte le sue tesserate.
Durante il calciomercato estivo trova un accordo con il Porto Mantovano, squadra iscritta al campionato di Serie A2 2004-2005 che per la stagione entrante ha inserito in rosa più d'una giocatrice arrivata dal Foroni Verona. Con la società dell'omonimo centro della provincia di Mantova rimane per due stagioni e mezza, condividendo con le compagne la promozione in Serie A al termine del campionato 2005-2006 e giocando la prima parte della stagione 2006-2007 prima di trasferirsi, dopo il calciomercato invernale, all'Aircargo Agliana con la quale termina la stagione con un tabellino di 14 presenze e una rete realizzata, il 18 aprile 2007, quella del parziale 2-0 al ACF Milan, incontro poi terminato sullo 3-0 per le toscane.
Nell'estate 2007 trova un accordo con il neopromosso Trento, inserita in rosa per la stagione entrante, unendosi alle sue compagne all'Agliana Arianna D'Agostino, difensore, e la pari ruolo Arianna Marchesi, e dove ritrova anche Katia Serra, di provenienza Reggiana, che era tra le sue allenatrici alle giovanili del Foroni. In campionato la squadra non riesce a essere competitiva, faticando ad uscire dalla zona di bassa classifica e concludendolo all'undicesimo posto con 19 punti, a pari merito con il Chiasiellis e costringendola a giocarsi l'accesso alla Serie A 2008-2009 ai play-out, incontro poi perso per 4-2. Carraro rimane al Trento anche le successive due stagioni, entrambe giocate nel campionato di Serie A2, con l'ultima che vede la squadra retrocedere in Serie B, allora terzo livello del campionato italiano femminile di calcio, ma che in seguito ha rinunciato a continuare l'attività ufficiale, non iscrivendosi neanche al campionato regionale di Serie C Trentino-Alto Adige, e svoncolando così tutte le sue tesserate.
Dopo un anno di stop, durante il calciomercato estivo 2011 si accorda con il Südtirol Vintl, presentata dalla società nel raduno di agosto, tuttavia in campionato non risulta essere mai impiegata.
Dalla stagione 2012-2013 si trasferisce all'Azzurra San Bartolomeo, squadra dell'omonimo quartiere di Trento con cui vince il campionato di Serie C regionale  e della quale in seguito Carraro diventa il capitano. Con la società trentina rimane in tutto quattro stagioni, in Serie B dal campionato 2013-2014, che la vede retrocessa dopo i play-out con il Ženský-Padova ma poi ripescata a completamento organico, e le due successive dove la squadra raggiunge posizioni di mezza classifica e la conseguente salvezza. Nel tre anni di Serie B Carraro colleziona 84 presenze, alla quale si aggiunge quella dei play-out del 18 maggio 2014, con 23 reti siglate in campionato.
A fine estate 2017 si trasferisce al Fortitudo Mozzecane, squadra con cui conquista il secondo posto nel girone C di Serie B 2017-2018 dietro al Pro San Bonifacio, aggiudicandosi così l'accesso al successivo rinnovato campionato di Serie B nazionale a girone unico.
A inizio anno 2021 decide di interrompere, almeno momentaneamente, la carriera.

### Nazionale
Carraro inizia ad essere convocata dalla Federazione Italiana Giuoco Calcio (FIGC) dal novembre 2003, quando l'allora responsabile tecnico Elisabetta Bavagnoli la chiama per vestire la maglia della formazione Under-19.
Nel marzo 2006 è inserita in rosa con la formazione Under-19 impegnata al Torneo di La Manga e un mese più tardi è tra le convocate dal CT Pietro Ghedin alla seconda fase di qualificazione all'Europeo di Svizzera 2006.

## Palmarès

### Club
- Campionato italiano: 2

Foroni Verona: 2002-2003, 2003-2004
- Campionato italiano di Serie A2: 1

Porto Mantovano: 2005-2006
- Coppa Italia: 1

Foroni: 2001-2002
- Supercoppa italiana: 1

Foroni Verona: 2003